# Quintessa Swindell
Quintessa Swindell és un actor estatunidenc, conegut pel paper de Tabitha Foster al drama adolescent de Netflix Trinkets, i per la seva breu aparició com Anna a la sèrie de HBO Euphoria.

## Carrera
Swindell va fer el seu debut com a actor el 2019, interpretant Anna a la sèrie de televisió de HBO Euphoria a l'episodi "The Trials and Tribulations of Trying To Pee While Depressed". El mateix any, va tenir un paper principal al drama adolescent de Netflix Trinkets com a Tabitha Foster. També té un paper a la pel·lícula Voyagers protagonitzada per Colin Farrell i Tye Sheridan. El desembre de 2020, va ser elegit per interpretar el paper de Cyclone a la pel·lícula del DCEU Black Adam, protagonitzada per Dwayne Johnson.
També va aparèixer com a Laila a la quarta temporada de la sèrie de HBO In Treatment, que es va emetre el 2021. Va protagonitzar Master Gardener al costat de Joel Edgerton i Sigourney Weaver.

## Vida privada
Swindell és una persona no binària d'ascendència biracial que va créixer a Virgínia. Allà va ser criat per un pare sol, i tenia dificultats per encaixar en molts grups a causa del seu gènere i raça. La seva millor amiga és una dona trans negra. Swindell ha dit que, com que no s'ajusta els estereotips sobre que totes les persones no binaries són andrògines, ha estat difícil trobar rols que encaixen amb seu propi gènere. No obstant això, ha interpretat un paper d'una noia cisgènere a Trinkets, atès que la sèrie explora la identitat negra, que també li entusiasmava. El 23 de juny de 2021, Quintessa va revelar que se sentia còmode tant amb pronoms neutres com masculins.